# Dąbrówka (gmina Lipsko)
Dąbrówka – wieś sołecka w Polsce położona w województwie mazowieckim, w powiecie lipskim, w gminie Lipsko.
Wierni kościoła rzymskokatolickiego należą do parafii św. Apostołów Piotra i Pawła w Krępie Kościelnej lub do parafii Świętej Trójcy w Lipsku.
W latach 1975–1998 miejscowość należała administracyjnie do województwa radomskiego.